# بخش گیلوان
بخش گیلوان بخشی است در شهرستان طارم یکی از شهرستان‌های استان زنجان می‌باشد.

## تقسیمات کشوری
- بخش گیلوان  :
  - دهستان گیلوان
  - دهستان تشویر